# ズグロダイカー
ズグロダイカー（The black-fronted duiker　 Cephalophus nigrifrons ）は、偶蹄目 (または鯨偶蹄目) ダイカー亜科に属するダイカーの一種。
中央アフリカと西中央アフリカで見られる小さなカモシカ。

## 分布
中央アフリカと西中央アフリカに見られ、ナイジェリア東部のニジェールデルタ、そしてカメルーン南部からケニア西部、アンゴラ北部にかけて孤立した個体群があります。 

## 生息地
海抜近くから標高3,500メートルまでの山岳、低地、湿地の森林で発生し、沼地などの湿った地域や川や小川の端で頻繁に記録されている。 

## 形態
体長45-58cm 体格差は大きい。 18-23kg
体の色は赤暗褐色で手足に行くほど濃い黒色になる。尾は非常に短く、他のダイカーに比べ脊椎が平らで背中が湾曲していないのが特徴。 顔の模様が特徴的で額と目の近辺の顔面線が黒く、目の上部の明るい部分とくっきり色が分かれている。 また鼻先も黒い。